# Ramona Siebenhofer
Ramona Siebenhofer (Tamsweg, 29 juli 1991) is een Oostenrijkse alpineskiester. Ze vertegenwoordigde haar vaderland op de Olympische Winterspelen 2018 in Pyeongchang.

## Carrière
Siebenhofer maakte haar wereldbekerdebuut in december 2009 in Lienz. In januari 2010 scoorde de Oostenrijkse in Maribor, dankzij een zesde plaats, haar eerste wereldbekerpunten. In december 2015 stond ze in Lake Louise voor de eerste maal in haar carrière op het podium van een wereldbekerwedstrijd. Op de wereldkampioenschappen alpineskiën 2017 in Sankt Moritz eindigde Siebenhofer als negende op de afdaling. Tijdens de Olympische Winterspelen van 2018 in Pyeongchang eindigde Oostenrijkse als zevende op de alpine combinatie en als tiende op de afdaling.
Op 18 januari 2019 boekte ze in Cortina d'Ampezzo haar eerste wereldbekerzege.

## Resultaten

### Olympische Winterspelen
| Jaar | Plaats      | Resultaten                        |
| ---- | ----------- | --------------------------------- |
| 2018 | Pyeongchang | 7e Alpine combinatie 10e Afdaling |

### Wereldkampioenschappen
| Jaar | Plaats       | Resultaten  |
| ---- | ------------ | ----------- |
| 2017 | Sankt Moritz | 9e Afdaling |

### Wereldbeker
Eindklasseringen
| Seizoen   | Algm | AD    | RS  | SG  | AC  |
| --------- | ---- | ----- | --- | --- | --- |
| 2009/2010 | 90e  | –     | 30e | –   | –   |
| 2013/2014 | 62e  | 37e   | 39e | 46e | 7e  |
| 2014/2015 | 70e  | 37e   | 40  | 42e | 13e |
| 2015/2016 | 47e  | 18e   | 38e | 32e | 34e |
| 2016/2017 | 39e  | 17e   | –   | 31e | 13e |
| 2017/2018 | 29e  | 19e   | –   | 21e | 6e  |
| 2018/2019 | 15e  | Brons | -   | 19e | 17e |
| 2019/2020 | 27e  | 22e   | 31e | 31e | 5e  |

Wereldbekerzeges
| Datum           | Plaats            | Onderdeel |
| --------------- | ----------------- | --------- |
| 18 januari 2019 | Cortina d'Ampezzo | Afdaling  |
| 19 januari 2019 | Cortina d'Ampezzo | Afdaling  |